# Parque de las Aguas (Barcelona)
El parque de las Aguas (en catalán: Parc de les Aigües) es un parque público de Barcelona situado en el barrio de Baix Guinardó, en el distrito de Horta-Guinardó. Fue inaugurado en el año 1978, después de ser rehabilitado, y dispone de una extensión de 1,95 hectáreas.

## Descripción
Fue construido sobre los antiguos jardines y viveros propiedad de la compañía Aguas de Barcelona; algunos de aquellos espacios se aprovecharon para la construcción del parque actual. La residencia del directivo de Aguas —conocida como Can Móra—, de estilo neomudéjar, es actualmente la sede del distrito de Horta-Guinardó. Los jardines fueron remodelados por Joaquim Casamor en 1978, el cual estableció una serie de áreas escalonadas para salvar la pendiente del terreno, y trazó un paseo central poblado de yucas y palmeras, además de un pinar en su parte superior, donde se sitúa una alberca para el riego, que sobresale del suelo al estilo del safareig catalán («lavadero»). Una de las características del parque es la abundante vegetación junto con los numerosos espacios de ocio para los niños.
En la parte superior del parque se encuentra la Biblioteca Mercè Rodoreda, junto a una explanada donde se sitúa la escultura El submarino enterrado, de Josep Maria Riera i Aragó (1991), obra en bronce que representa un submarino sumergido en la arena, de cual solo aparecen sobre el nivel del suelo la aleta de proa, la torreta superior y la cola de popa, en un conjunto de 32 metros de largo. En el espacio situado junto a esta obra se habilitaron en 1999 unos jardines dedicados a Hiroshima, la ciudad japonesa bombardeada con la bomba atómica durante la Segunda Guerra Mundial. En su recuerdo se colocó un monumento formado por 22 columnas de hormigón, con la inscripción «Nosotros, la humanidad, queremos que nunca más se repita el horror / Barcelona a Hiroshima con la cultura de la paz».
El parque dispone de tres especies arbóreas que se encuentran incluidas en el Catálogo de Árboles de Interés Local de Barcelona que vela por la preservación y catalogación de los ejemplares más valiosos de los que dispone los espacios verdes de la ciudad de Barcelona; estos árboles son Ficus carica, Liriodendron tulipifera y Photinia glabra. Además, dispone de una gran variedad de árboles frutales. El parque ofrece zonas habilitadas para pícnic, juegos infantiles, espacios para perros y una zona polideportiva.

## Galería

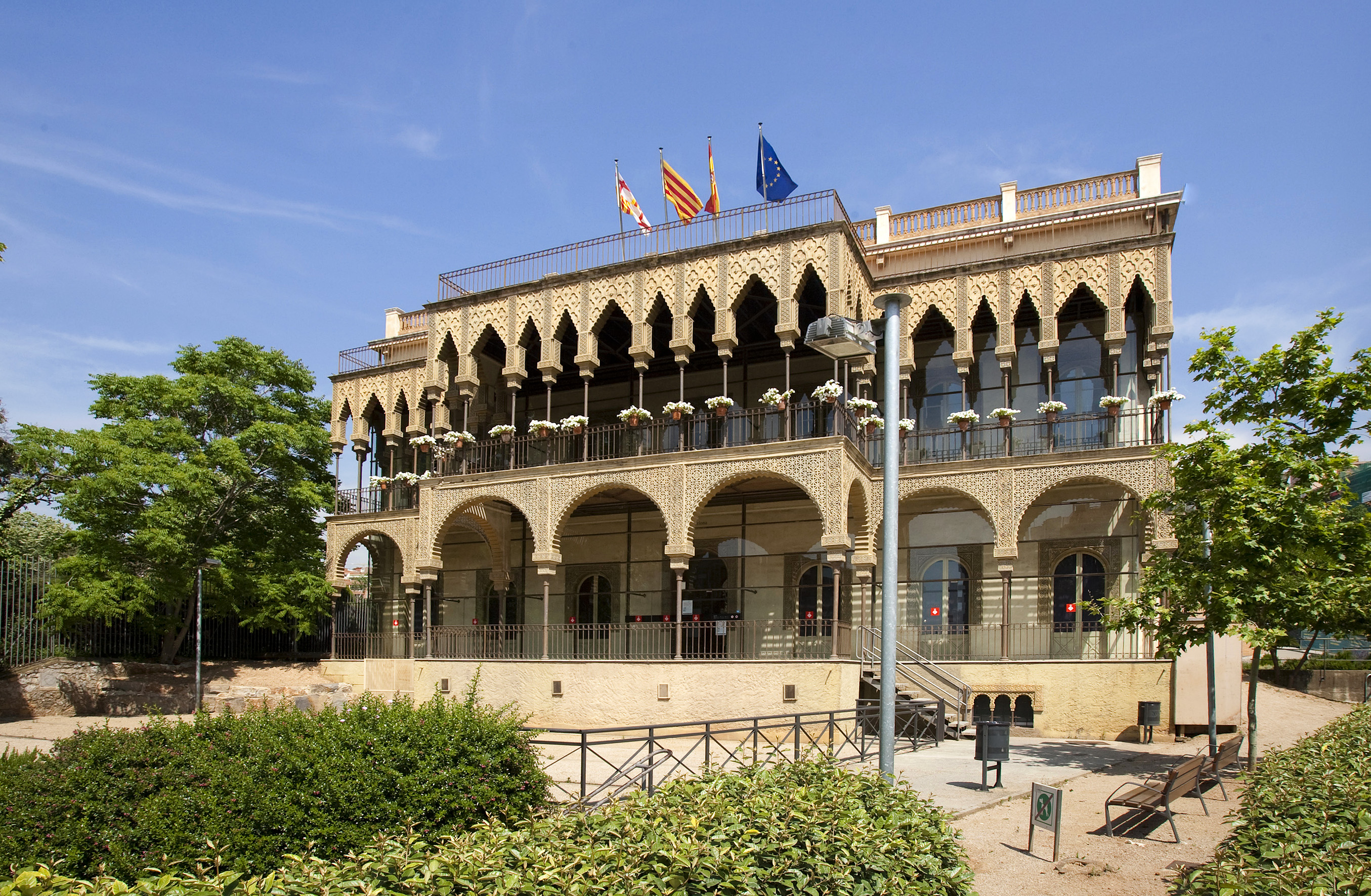
Can Móra, actualmente sede del distrito de Horta-Guinardó.
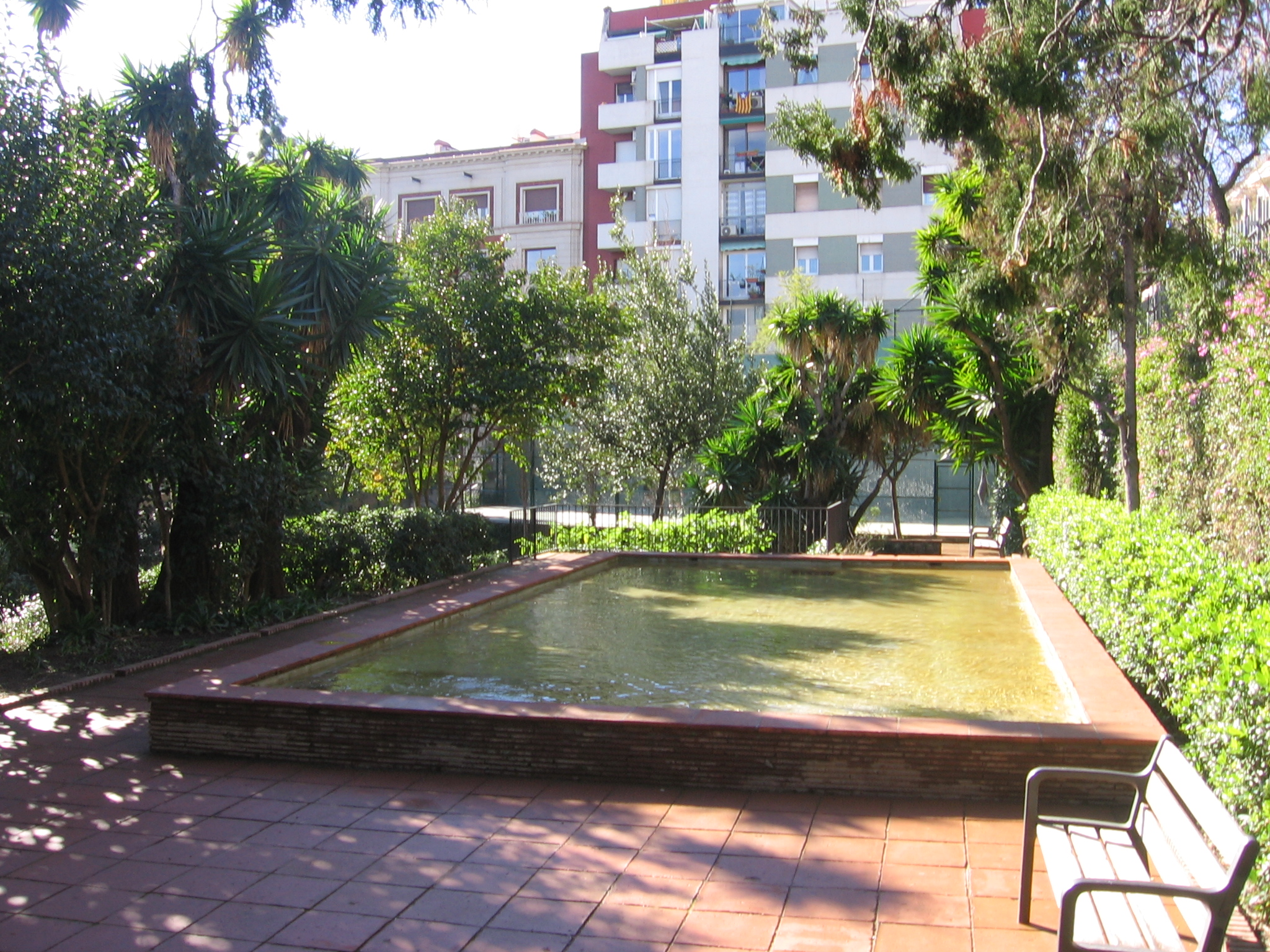
Alberca.
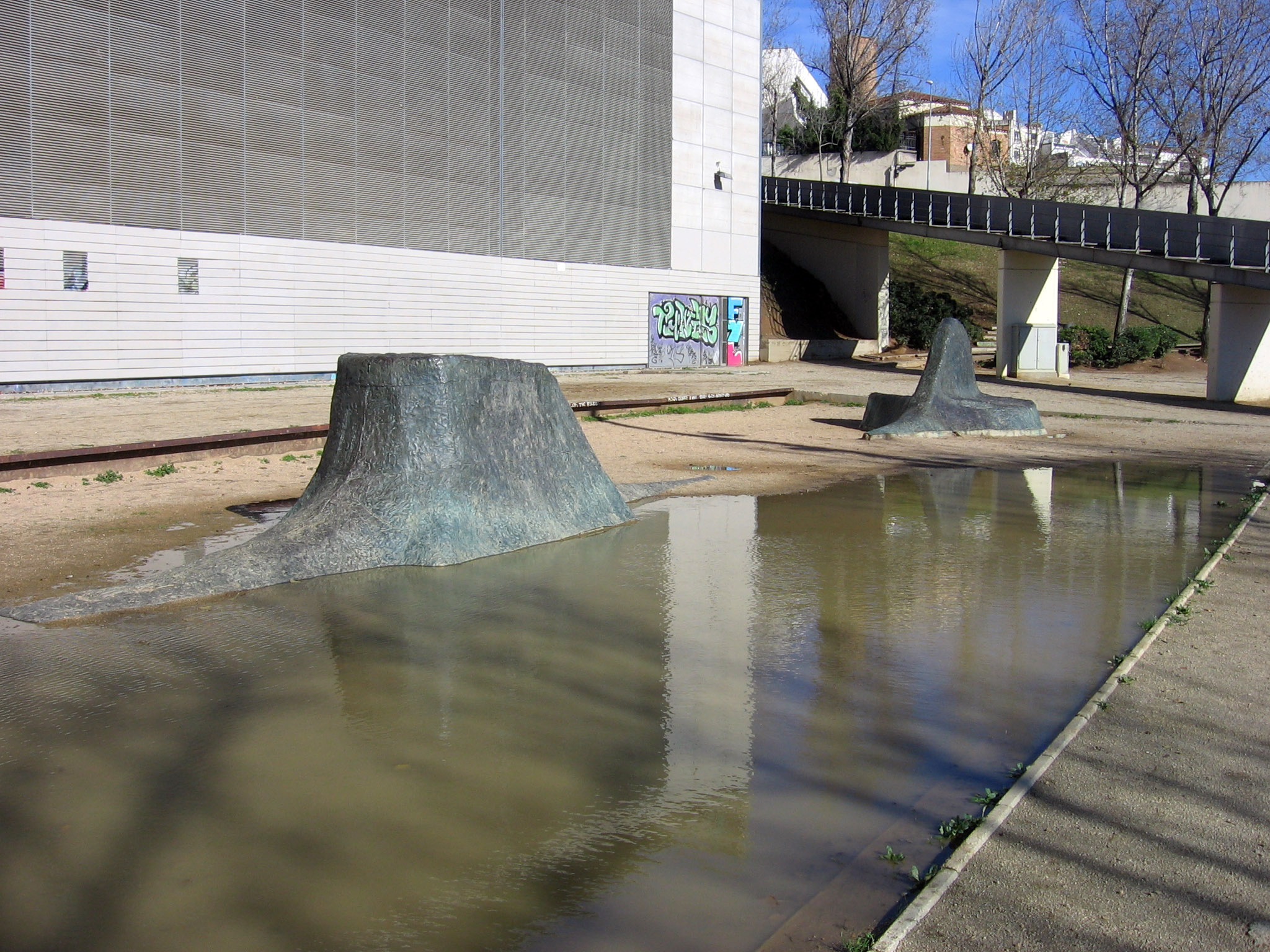
El submarino enterrado, de Josep Maria Riera i Aragó.
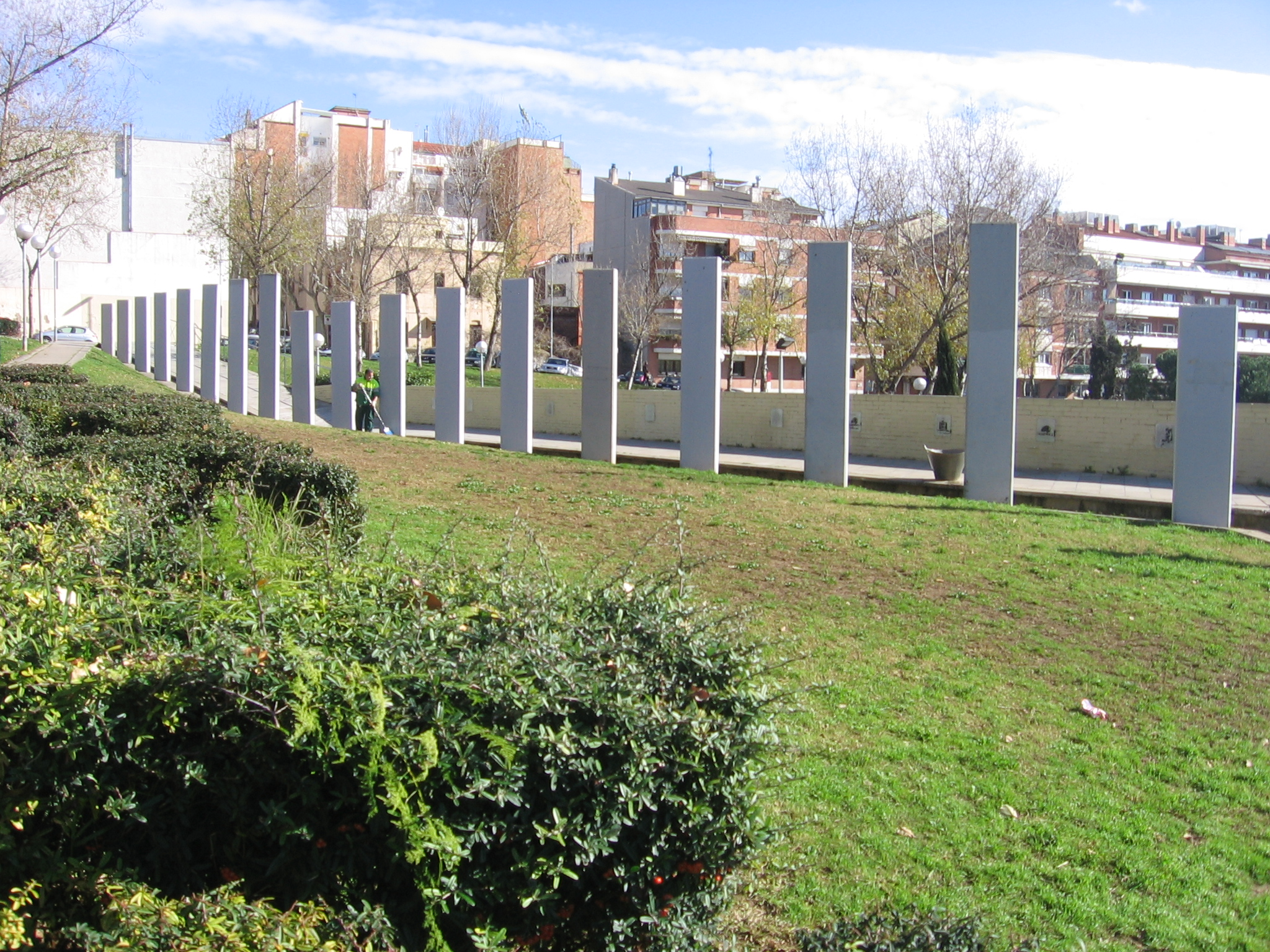
Jardines de Hiroshima.
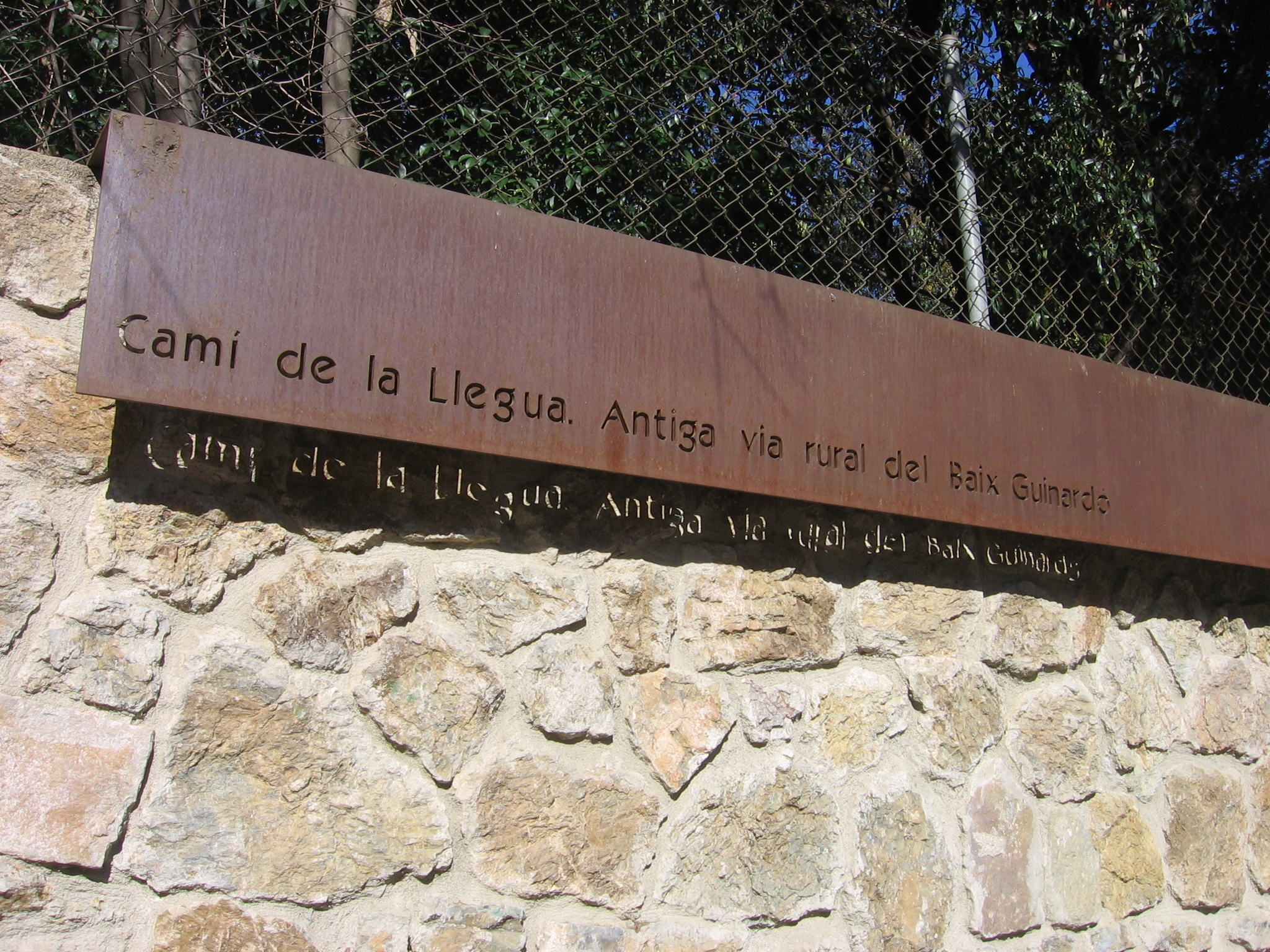
Placa conmemorativa del Camino de la Legua, antigua vía rural del Baix Guinardó.